# Staten Island
Staten Island, corrispondente alla contea di Richmond (in inglese Richmond County) fondata nel 1683, è un'isola di 265 km² ed è uno dei cinque distretti (in inglese borough) della città di New York, insieme a Bronx, Queens, Manhattan e Brooklyn. Tradizionalmente Staten Island è il luogo da cui parte la maratona di New York.

## Geografia fisica

### Caratteristiche
Si trova nel sud-est dello Stato, a sud-ovest dell'isola di Manhattan, alla quale è collegata dallo Staten Island Ferry. La vicina isola di Long Island ad est, dove si trova Brooklyn, è collegata dal Ponte di Verrazzano, il quale attraversa il canale The Narrows, porta di accesso alla baia di New York.
La contea comprende Staten Island e altre piccole isole disabitate, tra cui Isle of Meadows, Prall's Island, Shooters Island, Swinburne Island e Hoffman Island.
Gli abitanti di Staten Island erano 475 000 nel 2023, il 34,7% dei quali di origine italiana. Da un punto di vista amministrativo il territorio dell'isola coincide con la Contea di Richmond, la contea più a sud dello stato di New York. L'istituzione del borough risale all'unificazione di New York City avvenuta nel 1898. Fino al 1975 era ufficialmente chiamato borough di Richmond.
Staten Island è sede del Wagner College, della St. John's University e del College of Staten Island, uno dei sette college dell'Università della Città di New York.

#### Contee confinanti
- Contea di Hudson (New Jersey) - nord
- Contea di Queens - nord-est
- Contea di Kings - est
- Contea di Monmouth (New Jersey) - sud-ovest
- Contea di Middlesex (New Jersey) - ovest
- Contea di Union (New Jersey) - nord-ovest

### Ambiente
Nell'area di New York, l'isola di Staten Island è quella con la maggiore percentuale di aree verdi. Vi si trovano lo Staten Island Greenbelt, un sistema di parchi pubblici contigui, e il Fresh Kills Landfill, che fino al 2001 rappresentava la discarica più grande al mondo: qui vennero depositati i circa due milioni di tonnellate di detriti provenienti da Ground Zero. La discarica venne definitivamente chiusa nel maggio del 2002 e l'area è ora destinata ad ospitare quello che diventerà il parco pubblico più grande di New York; esso sarà dedicato alla memoria degli eventi dell'11 settembre.

### Urbanistica

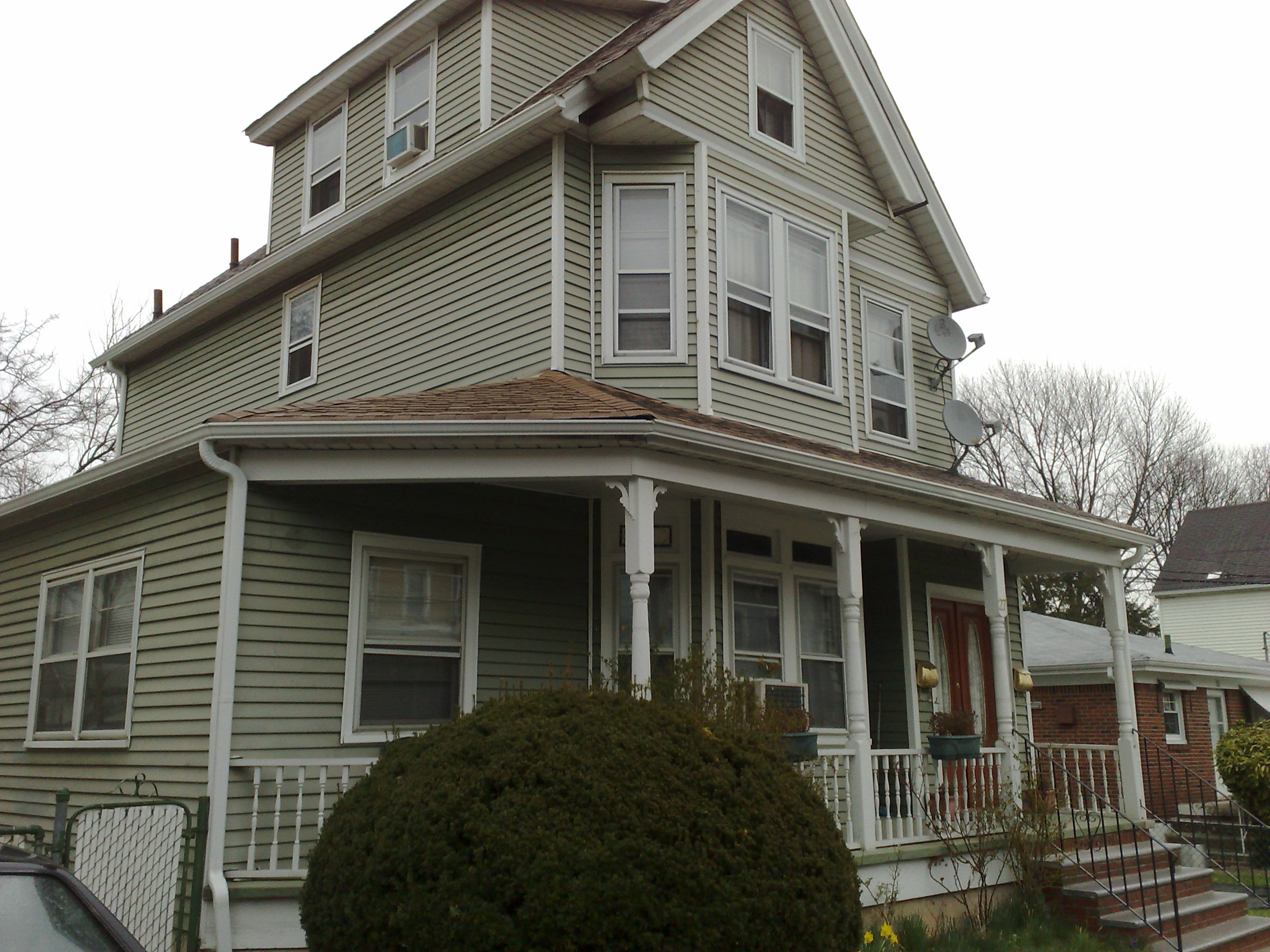
Una tipica casa di stile coloniale a Staten Island

Dal punto di vista urbanistico, architettonico e abitativo il borough è nettamente diviso in due settori. Un vasto e popoloso quartiere di edilizia popolare, comunemente chiamato "projects", abitato in massima parte dalla popolazione di colore e di origine ispano-americana, sorto nel secondo dopoguerra, e una parte "storica" formata soprattutto da abitazioni unifamiliari e piccole villette in un sobrio stile coloniale risalenti all'inizio del '900, costruite in legno, caratterizzate da un peculiare e assai riconoscibile stile a 2 o 3 piani, tale da rendere le "casette di Staten Island" inconfondibili.

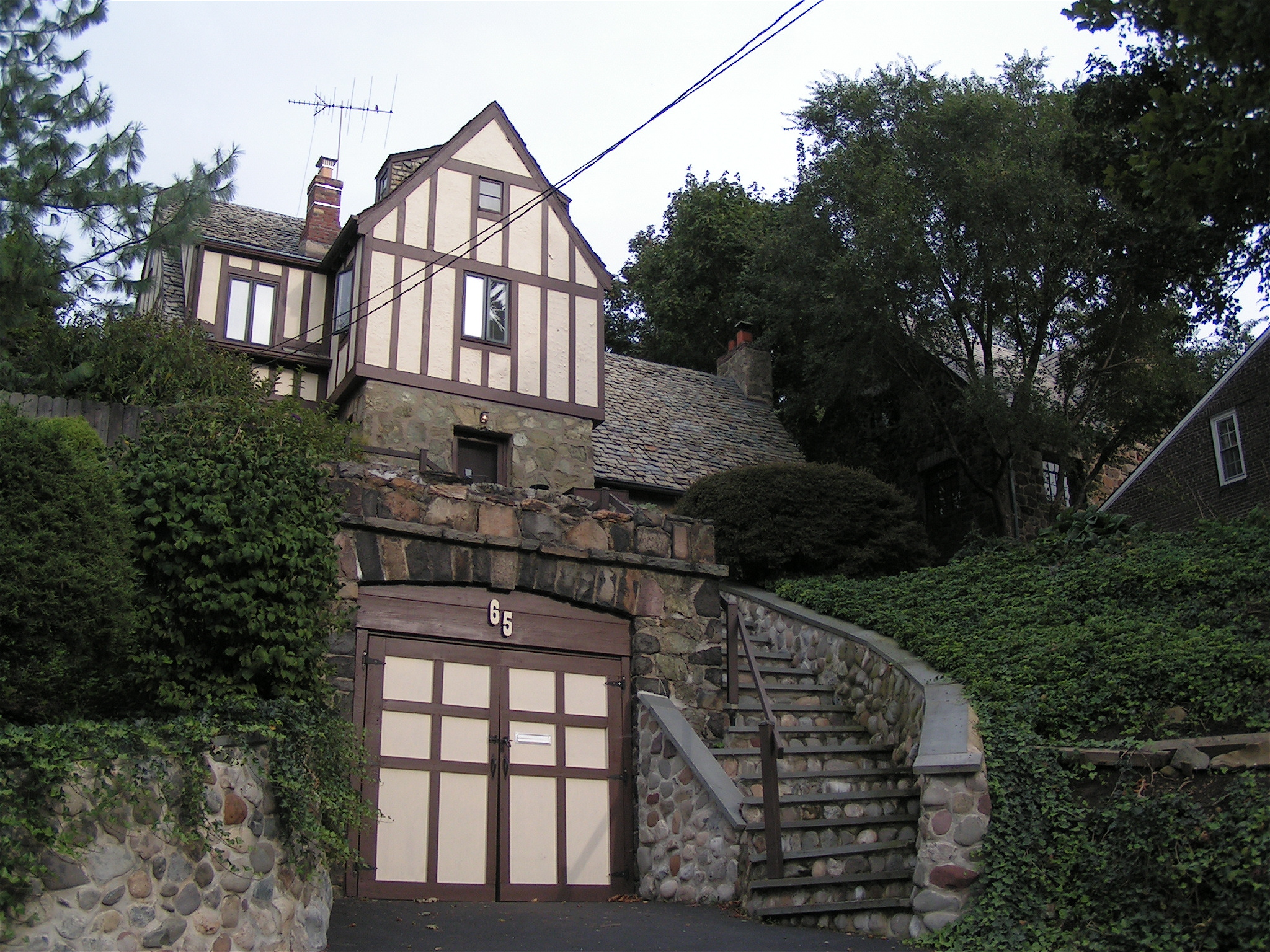
Una casa in stile Tudor a Fort Hill - Staten Island

La zona residenziale di Staten Island è la piccola collina di Fort Hill, composta da numerose ville monofamiliari in stile Tudor, vittoriano e Art déco costruite anch'esse tra la fine dell'Ottocento e l'inizio del Novecento nei pressi del St. George Theatre, il teatro storico dell'isola, nei cui pressi vi è anche il palazzo del consiglio comunale. La via di comunicazione stradale più importante è la circonvallazione esterna che corre lungo tutto il perimetro dell'isola e collega l'isola al ponte di Verrazzano.

## Storia
Il primo insediamento permanente fu opera degli olandesi nel 1661 a Oude Dorp. Tre anni più tardi i britannici ne presero il controllo. La contea fu creata nel 1683 e deve il suo nome a Charles Lennox, I duca di Richmond.

## Popolazione
| I cinque distretti di New York                               | I cinque distretti di New York | I cinque distretti di New York | I cinque distretti di New York | I cinque distretti di New York | I cinque distretti di New York | I cinque distretti di New York | I cinque distretti di New York | I cinque distretti di New York |
| Giurisdizione                                                | Giurisdizione                  | Popolazione                    | PIL                            | PIL                            | Area calpestabile              | Area calpestabile              | Densità                        | Densità                        |
| Distretto                                                    | Contea                         | Censimento (2020)              | miliardi (US$)                 | pro capite (US$)               | miglia quadrate                | km quadrati                    | persone/mi²                    | persone/km²                    |
| ------------------------------------------------------------ | ------------------------------ | ------------------------------ | ------------------------------ | ------------------------------ | ------------------------------ | ------------------------------ | ------------------------------ | ------------------------------ |
| The Bronx                                                    | Bronx                          | 1 472 654                      | 28,787                         | 19 570                         | 42,10                          | 109,04                         | 34 653                         | 13 231                         |
| Brooklyn                                                     | Kings                          | 2 736 074                      | 63,303                         | 23 900                         | 70,82                          | 183,42                         | 37 137                         | 14 649                         |
| Manhattan                                                    | New York                       | 1 694 251                      | 629,682                        | 378 250                        | 22,83                          | 59,13                          | 72 033                         | 27 826                         |
| Queens                                                       | Queens                         | 2 405 464                      | 73,842                         | 31,310                         | 108,53                         | 281,09                         | 21 460                         | 8 354                          |
| Staten Island                                                | Richmond                       | 495 747                        | 11,249                         | 23 460                         | 58,37                          | 151,18                         | 8 112                          | 3 132                          |
| New York                                                     | New York                       | 8 804 190                      | 806,863                        | 93 574                         | 302,64                         | 783,83                         | 28 188                         | 10 947                         |
| Stato di New York                                            | Stato di New York              | 19 849 399                     | 1 547,116                      | 78 354                         | 47 214                         | 122 284                        | 416,4                          | 159                            |
| Fonte: consulta le voci che riguardano il singolo distretto. |                                |                                |                                |                                |                                |                                |                                |                                |

Dal censimento del 2000 la popolazione risultava etnicamente così suddivisa: 77,6% bianchi, 9,6% neri, 0,25% nativi americani, 5,6% asiatici, 4,1% altre etnie. Gli ispanici (di qualsiasi etnia) rappresentavano il 12%.
Tra le discendenze europee si trovavano al primo posto gli italiani (34,7%), poi irlandesi (16,1%), tedeschi (9,3%), polacchi (6,1%), russi (4,1%) e albanesi (3,9%).